# Evo Ukraine (журнал)
evo Ukraine — українське автомобільне друковане глянцеве видання, що виходило у 2008—2014 роках за ліцензією британського журналу evo, видавничого дому Dennis Publishing Ltd.. На момент заснування українська редакція стала десятим міжнародним представництвом мережі журналу після Франції, Греції, Італії, Хорватії, ОАЕ, Малайзії, Туреччини, Філіппін та Великобританії.
Станом на січень 2014 року тираж видання становив близько 30 тис. примірників. Формат журналу — 222×285 мм, обсяг — 164 сторінки. Періодичність варіювалася від одного номера на місяць до чотирьох випусків на рік.

## Історія
Журнал evo Ukraine було засновано у 2008 році в Харкові за ліцензією британського видавництва Dennis Publishing, яке на той час розвивало міжнародну мережу однойменних видань. Того ж року було зареєстровано й торговельну марку autoEVO, під якою й виходив журнал.
Від самого початку журнал орієнтувався на аудиторію автомобільних ентузіастів — з акцентом на різні моделі автомобів з високими динамічними характеристиками, висвітлюючи їхні технічні особливості.
Головним редактором став Ігор Кравцов — журналіст із досвідом роботи на телебаченні та радіо.
Тематика evo Ukraine охоплювала широкий спектр матеріалів — від оглядів заряджених хот-хетчів до суперкарів, регулярно висвітлювалися новинки автопромисловості, проводились незалежні тест-драйви. Журнал регулярно публікував інтерв'ю з автогонщиками, дизайнерами та керівниками провідних автокомпаній. Однією з особливостей журналу стали репортажі із авторських автоподорожей, що супроводжувалися докладними оглядами автомобілів і маршрутів. Частина матеріалів створювалася у співпраці з міжнародними редакціями мережі evo. Редакція активно брала участь у міжнародних автомобільних виставках і тестах, де її журналісти представляли українське видання на рівні з провідними світовими медіа.
Видання виходило російською мовою. Загалом в Україні було видано 30 номерів журналу.

## Концепція та зміст
evo Ukraine дотримувався концепції, закладеної британським оригіналом — журнал створювався «автомобілістами для автомобілістів». Основна увага приділялася емоційному досвіду керування, технічній досконалості машин, а також глибоким враженням від подорожей за кермом.
У журналі були постійні рубрики:
- Radar — останні новини та події автомобільної індустрії;
- Columns — колонки експертів із розглядом актуальних питань автомобільного середовища;
- Driven — докладні тести нових моделей автомобілів із детальним аналізом технічних характеристик з власною фотосесією і авторською думкою;
- Тема номера — порівняльні огляди, матеріали про експлуатацію спортивних авто та суперкарів у різних умовах, а також звіти з автомобільних подорожей;
- Наш Гараж — досвід експлуатації автомобілів, що перебували в довгостроковому тестуванні, зокрема автопарк редакції;
- Trips & Travel — рекомендації щодо маршрутів і місць для подорожей власним автомобілем;
- Icon — історичні огляди автомобілів, що мали значний вплив на розвиток автомобільної культури.

Значна увага приділялась якості фотографій та дизайну — журнал плідно співпрацював з британською редакцією і використовував ексклюзивні світлини відомих міжнародних фотографів.

## Аудиторія та вплив
Журнал evo Ukraine був орієнтований на читачів, які цікавилися автомобілями спортивного та преміального сегментів, а також темами тест-драйвів, дизайну й автомобільних подорожей. Аудиторію складали переважно автолюбителі, водії зі стажем, представники автомобільного бізнесу та шанувальники друкованих ЗМІ на автомобільну тематику.
Окрім друкованого видання, редакція EVO Ukraine також випускала автомобільні телепрограмм: AutoNews та autoEVO, які виходили на телеканалах «ТРК „Україна“», Інтер, К1 та “Перший автомобільний». Програми також висвітлювали актуальні новини з автомобільного світу, проводила тести автомобілів, інтерв'ю з експертами галузі та огляд новинок. Завдяки цим програмам журнал evo Ukraine зміг охопити ширшу аудиторію та зміцнити свій вплив на автомобільну спільноту.
Впродовж свого існування український evo займав нішу спеціалізованого друкованого видання у сфері автомобільної журналістики. Матеріали журналу періодично обговорювалися в автомобільних спільнотах і згадувалися в інших медіа.

## Цифрові версії та онлайн-присутність
Окрім друкованої версії, evo Ukraine мав цифрову присутність. З 2013 року журнал став доступним у вигляді інтерактивних електронних випусків, які можна було завантажити через App Store та Google Play. Ця версія дозволяла читачам масштабувати сторінки, переходити за інтерактивними посиланнями, переглядати відеоогляди та додатковий контент. Електронний формат також відкривав можливість публікації спецпроєктів у розширеному мультимедійному форматі, включаючи фрагменти інтерв'ю, які не увійшли до друкованої версії. Архів випусків був доступний для завантаження.
Окрім цього, існувала офіційна вебсторінка журналу, де публікувалися новини, анонси випусків та окремі матеріали. Редакція підтримувала активність у соціальних мережах, включаючи Facebook та YouTube, де публікувались відео з тест-драйвів, фрагменти телепрограми та інтерв'ю.
Завдяки поєднанню друкованого, телевізійного та онлайн-контенту, evo Ukraine забезпечував багатоканальну взаємодію з аудиторією.

## Причина закриття
У 2014 році, на тлі анексії Криму Російською Федерацією, початку збройного конфлікту на сході України та глибокої економічної кризи, український медіаринок зазнав суттєвих змін. За даними галузевих аналітиків, цього року різко скоротились рекламні бюджети та попит на друковану пресу, включаючи автомобільні видання.
Видання MMR зазначає, що криза оптимізувала ринок газет і журналів, призвівши до закриття значної кількості як масових, так і спеціалізованих друкованих медіа, зокрема Esquire, National Geographic, Контракты, Инвестгазета та інші.
На цьому фоні було ухвалено рішення про припинення випуску друкованої версії журналу evo Ukraine, який зупинився на 30-му номері. Хоча прямої статистики продажів щодо українського evo не публікувалося, загальна тенденція падіння інтересу до друкованих медіа у спеціалізованих нішах була характерною для ринку в цілому
Попри завершення друкованого випуску, частина редакційної команди продовжила роботу в галузі автомобільної журналістики, перейшовши до нових форматів — зокрема, онлайн-видань та телевізійного контенту на платформах YouTube, зберігаючи фірмовий стиль і експертний підхід, які асоціювались із evo Ukraine.

## Партнерство з Чемпіонатом України EMMA
- Офіційний медіа-партнер. Фінал. Чемпіонат України ЕММА 2013
- Офіційний партнер EMMA Racing. Відкриття сезону. Полтава, 5 липня 2014 р.
- Інформаційний партнер EMMA Racing. Фінал. Харків, 20-21 вересня 2014 р.

## Використання матеріалів сторонніми ЗМІ
- Point.md — інформаційний інтернет-портал
- Автомобільне бюро: Sport-Engine